# بياتريس حداد مايا
بياتريس حداد مايا (بالبرتغالية: Beatriz Haddad Maia) مواليد 30 مايو 1996 في ساو باولو، هي لاعبة كرة مضرب برازيلية وتحتل حالياً المرتبة 246 (18 يناير 2016) في تصنيف رابطة محترفات كرة المضرب. أعلى تصنيف لها في الفردي كان 148. أعلى تصنيف لها في الزوجي كان 116.

## النهائيات

### الفردي (4–5)
| الحصيلة | الرقم | التاريخ        | الدورة                  | الأرضية | المنافس             | النتيجة        |
| ------- | ----- | -------------- | ----------------------- | ------- | ------------------- | -------------- |
| الوصافة | 1.    | 1 أغسطس 2011   | ساو باولو، البرازيل     | ترابية  | ماريا فرناندا ألفيس | 6–4, 5–7, 3–6  |
| الفوز   | 1.    | 24 أكتوبر 2011 | غويانيا، البرازيل       | ترابية  | باربرا لوز          | 6–2, 6–0       |
| الفوز   | 2.    | 2 أبريل 2012   | ريبيراو بريتو، البرازيل | صلبة    | ناتاشا فوروكلاس     | 6–0, 6–1       |
| الفوز   | 3.    | 25 مارس 2013   | ريبيراو بريتو، البرازيل | ترابية  | أندريا بينيتيز      | 7–6(7–2), 6–2  |
| الفوز   | 4.    | 15 أبريل 2013  | أنطاليا، تركيا          | صلبة    | تيريزا مارتينكوفا   | 6–4, 6–3       |
| الوصافة | 2.    | 20 مايو 2013   | كازيرتا، إيطاليا        | ترابية  | ريناتا فوراكوفا     | 4–6, 1–6       |
| الوصافة | 3.    | 17 يونيو 2013  | لينتسرهايدي، سويسرا     | ترابية  | لورا سيجموند        | 2–6, 3–6       |
| الوصافة | 4.    | 23 يونيو 2014  | بريدا، هولندا           | ترابية  | برناردا بيرا        | 1–6, 6–7(8–10) |
| الوصافة | 5.    | 1 ديسمبر 2014  | ماردة، المكسيك          | صلبة    | باتريسيا ماريا تيج  | 6–3, 3–6, 1–6  |

## روابط خارجية
- بياتريس حداد مايا على موقع رابطة محترفات التنس (الإنجليزية)
- بياتريس حداد مايا على موقع الاتحاد الدولي لكرة المضرب (الإنجليزية)
- بياتريس حداد مايا على موقع كأس بيلي جين كينغ (الإنجليزية)
- بياتريس حداد مايا على موقع بطولة ويمبلدون (الإنجليزية)
- بياتريس حداد مايا على موقع خلاصة التنس.كوم (الإنجليزية)
- بياتريس حداد مايا على موقع إي إس بي إن.كوم (الإنجليزية)
- بياتريس حداد مايا على موقع اللجنة الأولمبية الدولية (الإنجليزية)